# خنقة سيدي ناجي
تقع خنقة سيدي ناجي في أقصى شرق ولاية بسكرة عدد سكانها حاليا حوالي 4000 نسمة.
تنتمي بلدية خنقة سيدي ناجي إلى دائرة زريبة الوادي ولاية بسكرة، وتقع على بعد 100 كم شرق عاصمة الولاية بمحاذاة حدود ولاية خنشلة على سفح جبال الأوراس وعلى ضفاف واد العرب الكبير.
تأسست الخنقة كزاوية وحاضرة علمية في عام 1602م / 1011هـ على يد الشيخ المبارك بن قاسم (توفي عام 1622م/1031هـ) وسماها على اسم جده سيدي ناجي تبركا به. اما نشاتها تعود إلى العهد الروماني حيث توجد بها ساقية رومانية تمتد إلى فيض السلة لتمر إلى ليانة وبادس.
اشتهرت الخنقة في بداية تأسيسها بزاويتها التي استقطبت طلاب العلم من كل المناطق المجاورة، ثم اشتهرت بزراعة النخيل والأشجار المثمرة فتوسعت وذاع صيتها في البلاد.
كان لشيوخ الخنقة سمعة طيبة واحترام كبير لدى كل سكان المنطقة وكذلك لدي حكام الدولة العثمانية آن ذاك مما أدى إلى التوسيع في امتيازاتهم والاتساع في نفوذهم إلى كل الزاب الشرقي ومنطقة ششار.
اشتهرت الخنقة بالمدرسة الناصرية نسبة لمؤسسها أحمد بن ناصر، فكانت قبلة لطلبة الزيبان وواد سوف والأوراس وقسنطينة وعنابة وحتى تونس وطرابلس.
كانت تحتوي المدرسة على 15 غرفة في طابقين لإيواء الطلبة، وبها مكتبة ومطهرة وأحواض ماء لمحو الألواح، وكانت تهتم بإطعام الطلبة والتكفل بهم طيلة دراستهم، كما اشتهرت المدرسة بالنحو بجانب تدريس علوم القرآن وتحفيظه، والأدب واللغة والصرف والبلاغة والعروض والفقه والحديث.
كما أنها بلدة سيدي عبد الحفيظ الونجلي قائد المقاومة الشعبية بالزاب الشرقي 1846 م والدي جيش جيوشه من قبائل البلدة والمنطقة ومنهم العشاش وهي قبيلته وأولاد تيفورغ اللمامشة بني عمران بني ملول وبني معافة وبني بلبار وبني اوجانة ومن اعراش الزاب أولاد ظافر ووسكان بادس وليانة و(أولاد عمر وأولاد بوحديجة الموجودين بالفيض وزريبة الوادي) ومجمل سكان المنطقة وموريدي الطريقة الرحمانية.
ولعل ما زاد من شهرة الخنقة، بالإضافة إلى ذلك، أنها كانت محطة رئيسية لقوافل الحج، فكان الحجاج الوافدون من المغرب في اتجاههم نحو البقاع المقدسة يمرون بها كنقطة عبور يجدون فيها الراحة والإرشادات الضرورية لسفرهم الطويل قبل توجههم إلى توزر بتونس، وقد سجل بعض الحجاج والزائرين انطباعاتهم عن الخنقة مثل الإدريسي والبكري والورتلاني، هذا الأخير الذي أشاد بالخنقة، فقال : “الخنقة قرية طيبة مباركة ذات نخل وأشجار وسط واد بين جبلين”، وقال عن أهلها : ” إن محلهم مشهور بالفضل والعلم والهمة…”،” إنهم حازوا المعالي منذ قديم الزمان”.
غير أن أوضاع الخنقة بدأت تتدهور شيئا فشيئا أثناء فترة الاستعمار الفرنسي البغيض، فعرفت نتيجة لذلك تقهقرا كبيرا، فتصدعت مبانيها، واندثرت معالمها العلمية والحضارية، ولم يبق منها اليوم سوى آثارا على وشك الضياع وتراثا مدفونا ينتظر من ينفض عنه غبار النسيان. 
لقد كان لخنقة سيدي ناجي منذ نشأتها تاريخ زاخرا يشهد به القاصي والداني، لقد أسست على تقوى من الله وتطورت اقتصاديا وثقافيا بفضل ما كان لأبنائها من عزم واجتهاد ومثابرة، حتى أصبحت في وقت ما منارة أضاءت ما حولها، وقبلة أمها الأباعد فضلا عمن بجوارها، فاستفادوا منها، واغترفوا من معارفها، وتخرج منها علماء ذوو شهرة لا تنكر، لا زالت أسماؤهم خالدة على مر الزمان.
كما ساهمت خنقة سيدي ناجي أثناء حرب التحرير الكبرى بقسط وافر – ولا شكر على واجب- وعانت من ويلات هذه الحرب الكثير، والخنقة تابعة الي دائرة زريبة الوادي من بين القري المجاور لهابادس وطوماس.
تعاني الآن خنقة سيدي ناجي من عدة مشاكل تعيق مشاريع الترميم والتنمية بسبب التهميش الحاصل.